# Apple A4
L'Apple A4 è un circuito integrato package on package (PoP) e system-on-a-chip (SoC) sviluppato da Apple e prodotto da Samsung. Questo combina un processore ARM con una GPU PowerVR ed è stato sviluppato puntando ad un'alta efficienza energetica.  Il chip venne presentato con il tablet iPad; in seguito venne utilizzato per lo sviluppo del telefono iPhone 4, per la quarta generazione di iPod touch e la seconda generazione di Apple TV.

## Descrizione
È un sistema integrato basato su una tecnologia a 45 nm denominata ARM Cortex che incorpora:
- un processore semi-customizzato ARM con architettura basata su ARMv7-A Cortex A8[5] con prestazioni da 2 DMIPS/MHz, regolato da Apple per funzionare inizialmente con una frequenza da 1.0 GHz[6] (ovvero da 2000DMIPS a 1 GHz), sotto al limite massimo nominale di 1.3 GHz per ottimizzare consumi e dissipazione termica. Questa implementazione del Cortex-A8, denominata col nome in codice Hummingbird, possiede 32 KB di data cache e 32 KB di instruction cache,[7] una cache L2 di dimensioni customizzabili ed un supporto all'estensione ARM NEON multi-media.
- una GPU 2D/3D derivata dal PowerVR SGX che supporta l'OpenGL ES 2.0.[8] Apple ha confermato che su iPad è presente la stessa GPU di iPodTouch ed iPhone 4[9]
- un microcontroller RAM con la predisposizione per due chip DDR SDRAM low-power, due da 128 MB per un totale di 256 MB negli iPad, iPod touch (4G) e Apple TV, mentre sull'iPhone 4 due moduli da 256 MB per un totale di 512 MB, connessi al microchip centrale con un bus dati a 64 bit al fine di supportare il bandwidth superiore necessario alla capacità e potenza grafica di iPad[10].
- altri componenti come: DMA microcontroller, DMC microcontroller, SMC microcontroller, L2 cache microcontroller, Clock microcontroller, i/o microcontroller, ROM, ecc.

## Dettagli
Si tratta di un SoC ideato dal dipartimento interno di progettazione chip di Intrinsity (azienda acquisita da Apple nel mese di aprile 2010) e fabbricato in uno stabilimento ad Austin, Texas (USA) da Samsung.
Inizialmente si pensava fosse nato col know how scaturito dall'acquisizione di P.A. Semi da parte di Apple nel 2008, ma un approfondito esame ai raggi-X dell'Apple A4 ha rivelato essere un SoC del 2009 a 1 GHz di Intrinsity prodotto da Samsung.
Il system-on-a-chip è realizzato con tecnologia a 45 nm e basato su un core ARM Cortex A8 denominato Hummingbird, operante su un SoC PoP (system on a chip, package on package) customizzato per Apple da Intrinsity e fabbricato da Samsung.
È stato presentato il 27 gennaio 2010 contestualmente alla presentazione dell'iPad. È stato inserito nell'iPhone 4, nell'iPod touch 4G e nella Apple TV 2010.
La stessa cpu core Cortex-A8 usata nell'A4 è usata in un differente SoC di Samsung S5PC110A01, il system-on-a-chip di Samsung è chiamato Samsung Exynos, sistema alla base del Samsung Galaxy S ma dotato di una componente GPU diversa.